# Василишин, Эдуард Николаевич
Василишин Эдуард Николаевич (род. 12 августа 1967 года, Винницкая область, УССР, СССР) — российский политический деятель и бизнесмен, член Совета Федерации Федерального Собрания РФ от Брянской области (сентябрь 2005 года — январь 2011 года).

## Биография
Окончил Одесский госуниверситет в 1989 году. С 1988 по 1991 год работал в центре «Конверсия» Научно-исследовательского института технологии машиностроения в должности старшего инженера. С 1991 по 1998 год занимал должности от первого заместителя председателя правления до председателя правления в коммерческих банках: «Маркетингбанк», «Нефтек», «Транскредит». В 1997 году женился на известной актрисе Ольге Кабо. В 2001 году занял должность советника председателя Совета директоров «ИТЕРА Холдинг».
В 2005 году стал представителем в Совете Федерации РФ от законодательного органа государственной власти Брянской области В январе 2011 года Брянская областная дума большинством голосов прекратила его полномочия в качестве своего представителя представителя в Совете Федерации. За отставку проголосовало 46 депутатов из 51.